# Oracle Application Server
Der Oracle Application Server 10g ist ein Anwendungsserver des Unternehmens Oracle, der unter anderem eine Implementation der Jakarta-EE-Architektur enthält. Der Name korreliert mit der Version 10g der Oracle Datenbank, einem relationalen Datenbanksystem (RDBMS) und bekanntesten Oracle-Produkt. Das ‚g‘ steht dabei für Grid.
Als kleiner Bruder des Oracle Application Server gilt der OC4J. Der OC4J ist lediglich der JEE-Container ohne mitgelieferten Apache Webserver, High Availability-Features oder Management-Tools, wie sie der Oracle Application Server besitzt. Zudem hat der Oracle Application Server die Möglichkeit mehrere OC4J-Instanzen zu verwalten, sogenannte Container.
Neben dem Java-EE-Server bietet der Oracle Application Server 10g verschiedene andere Komponenten, so zum Beispiel ein XSQL-Servlet, Management- und Hochverfügbarkeitslösungen.
Oracle beendet den Support für das Produkt zum Jahresende 2011. Nachfolger ist der vom Unternehmen BEA übernommene BEA WebLogic Server, inzwischen bezeichnet als Oracle WebLogic Server 11g.

## JEE-Kompatibilität
Der Oracle Application Server ist in den Versionen 9i (9.0.x) und dem ersten Release der Version 10g (10.1.2 aka 10g R2) JEE 1.3 kompatibel. Ab der Version 10.1.3 (10g R3) ist er JEE 1.4 kompatibel.